# David Yurkew

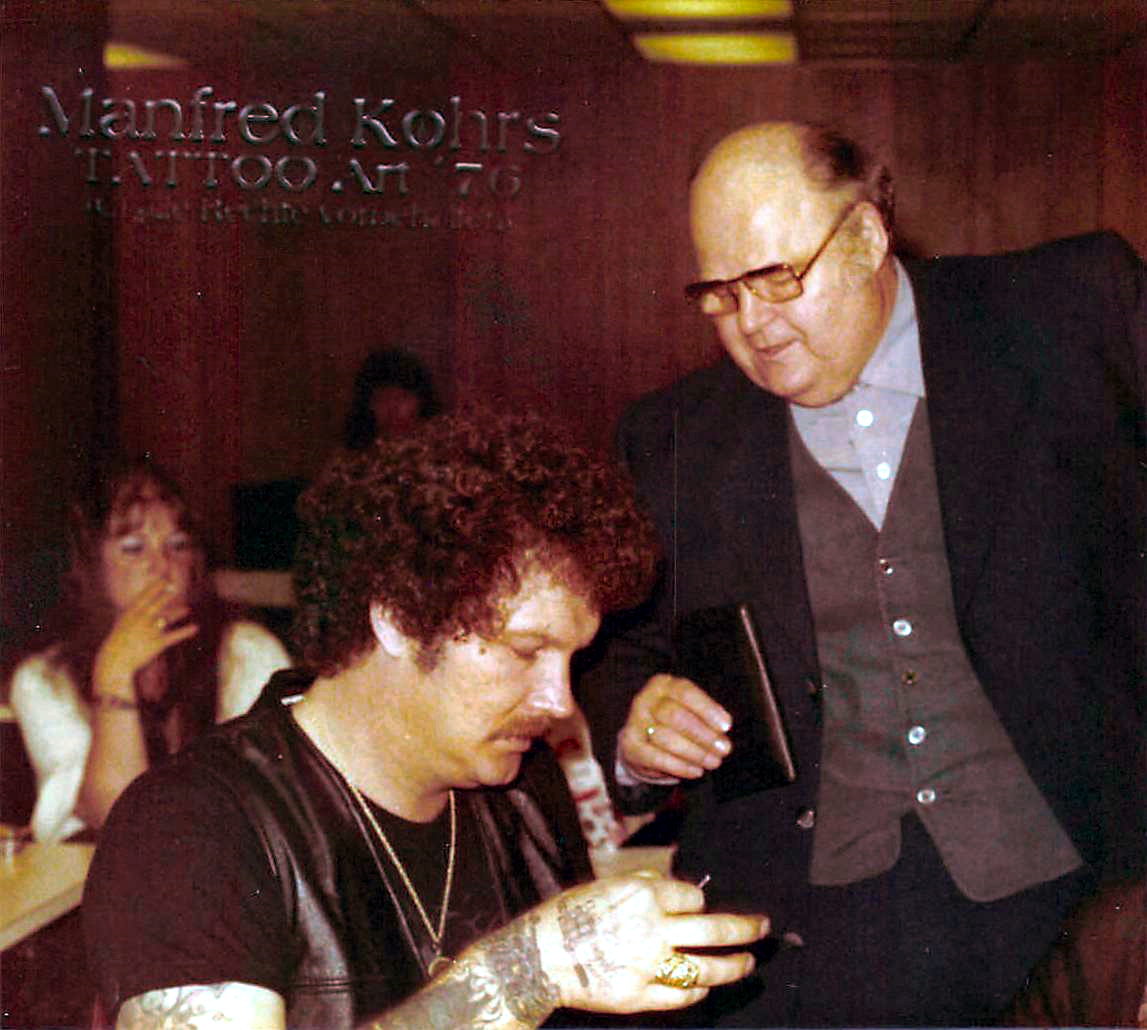
David Allen Yurkew (links) auf der Tattoo Convention in Blackpool, 1979 (rechts Horst Streckenbach)

David Allen Yurkew (* 6. August 1943; † 25. Mai 2007) war ein US-amerikanischer Tattoo Künstler und erster Präsident des North American Tattoo Club.

## Leben
David Yurkew eröffnete im Jahr 1976 ein Tattoo-Studio in Minneapolis. Nachdem sich auf der ersten offiziellen Tattoo Convention vom 24.–25. Januar 1976 in Houston, die Yurkew zusammen mit Lyle Tuttle organisierte, einige Tätowierer zum North American Tattoo Club zusammengeschlossen hatten, wählten sie Yurkew zu ihrem ersten Präsidenten. In den Folgejahren veranstaltete Yurkew selbst Tattoo-Conventions, wie beispielsweise im Jahr 1996 die Convention zum 20. Jubiläum zusammen mit Lyle Tuttle in Houston. Yurkew war nicht nur führend in der Tätowierungsbranche, sondern arbeitete auch als freiwilliger Feuerwehrmann in Blaine und Texas, wo er als Captain tätig war.

## Familie
David Allen Yurkew, Sohn von Anthony Yurkew (1922–2008), war verheiratet mit Nicky L. Yurkew (1953–2009). Yurkew hatte drei Brüder; zwei seiner Brüder starben bei Motorradunfällen, sein anderer Bruder kam bei einem Autounfall ums Leben. Seine einzige Tochter Ramona Marie (1962–1982) wurde von ihrem Freund Craig Bjork erdrosselt. Bjork, alias Craig Dennis Jackson, wurde 1982 für den Tod durch Strangulation seiner 19-jährigen Freundin, seiner beiden kleinen Söhne Joseph und Jason sowie Gwendolyn Johnson (22), zu drei aufeinanderfolgenden lebenslangen Haftstrafen verurteilt. Alle vier Leichen wurden ausgestopft unter dem Bett in seiner Wohnung in Minneapolis gefunden.

„Es war, als ob man den Deckel der Hölle abnehmen, hineinschauen und ihn wieder aufsetzen würde“

David Yurkew starb 2007 im Alter von 63 Jahren, seine Ehefrau zwei Jahre später, sie wurde nur 56 Jahre alt.